# Patquía
Patquía è una città dell'Argentina, appartenente alla provincia di La Rioja, situata al centro della provincia.